# Edvin Thornquist
Edvin Alexius Th. Thornquist, född 11 januari 1879 i Hällestad i Skåne, död 27 september 1967 i Norrbärke i Dalarna, var en svensk målarmästare, målare och tecknare.
Vid sidan av sitt arbete som yrkesmålare var Thornquist verksam som konstnär och medverkade i Dalarnas konstförenings höstutställningar i Falun. Hans konst består av blomsterstudier och stilleben målade i limfärg eller i form av kolteckningar.